# ۱۴۵۸ (میلادی)
۱۴۵۸ (میلادی) هزار و چهارصد و پنجاه و هشتمین سال تقویم میلادی است.

## درگذشتگان
- ۶ اوت – کالیکتوس سوم، کشیش اسپانیایی (ز. ۱۳۷۸)